# 廟會

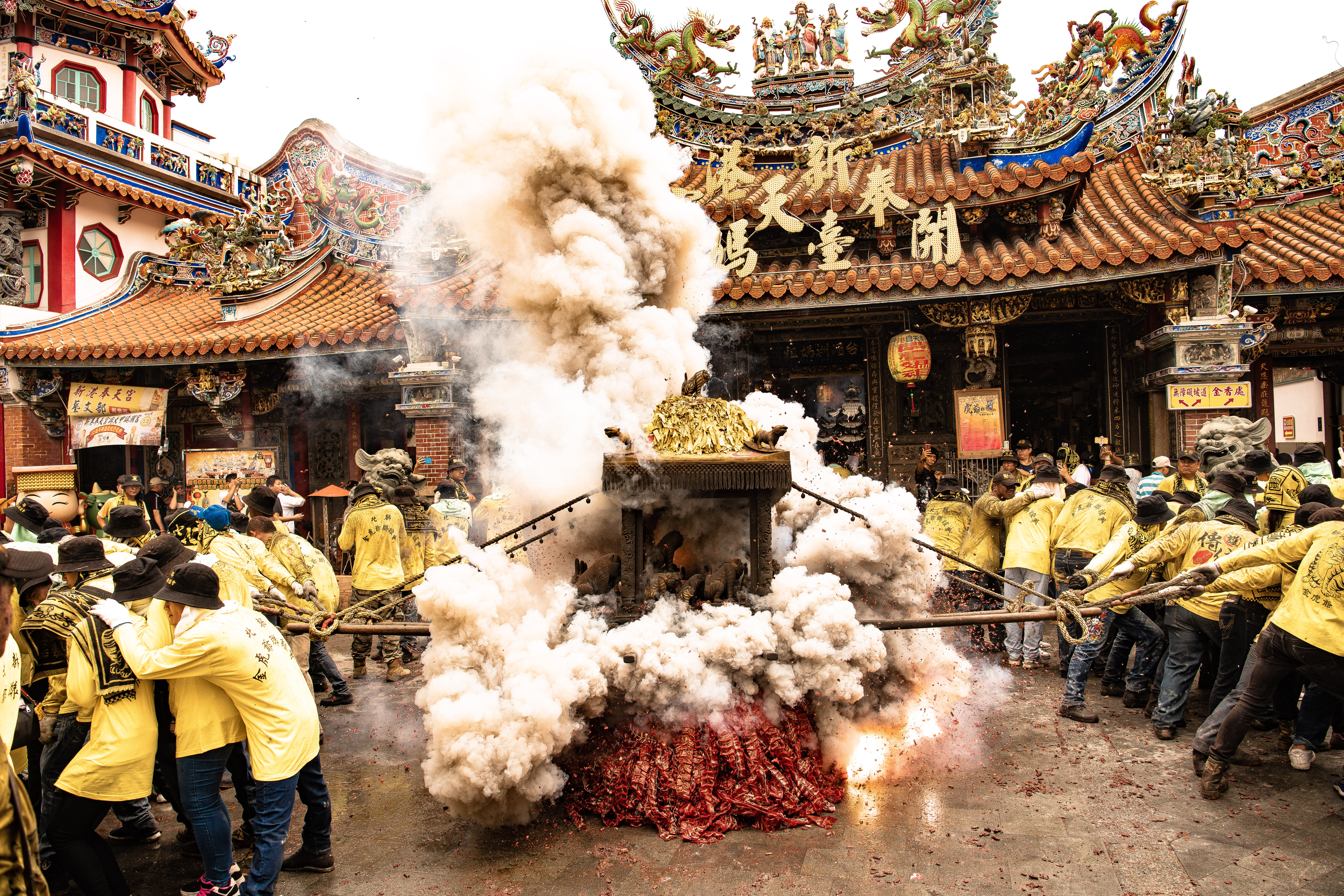
廟會

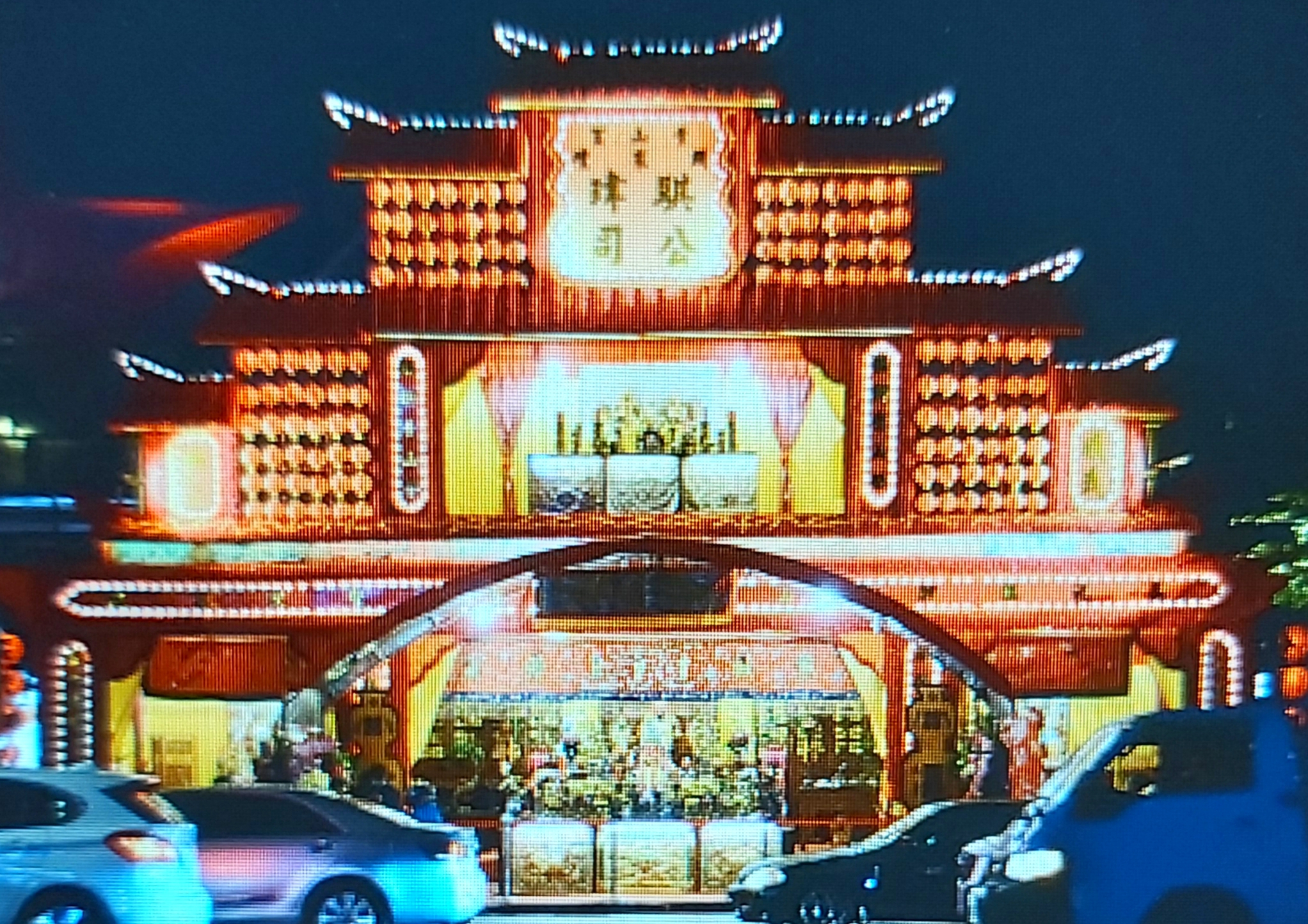
遶境慶典上的紅壇文化

廟會，又稱為廟市或節場，是指在寺廟附近聚會，進行酬神、競技和表演等的活動，是漢字文化圈傳統的节日慶典。现代庙会主要在神明聖誕期间举行。
以进香为主的有时称为香会，以表演为特色的有时称为赛会、过会、出会。

## 歷史
庙会是東亞传统的节日形式之一，反映着民众的心理和习惯。從名稱即可得知廟會这一風俗與宗教活動有著密切的關係，它是伴随着民间信仰活动而发展、完善和普及起来的。它的渊源，可以一直上溯到古老的社祭。

### 远古
最初的庙会起源于远古时代的宗庙社郊制度。为了求得祖先及神灵的保佑，先民们选择了在宫殿或房舍中通过供奉与祭祀的方式，与之进行对话。每逢祭祀之日，为渲染气氛，人们还会演出一些精彩的歌舞，即社戏，也称庙会戏，庙会便由此形成。

### 秦汉
与其它民俗一样，庙会是社会发展的产物，而随着社会的发展能够体现出时代的色彩。在秦代时期，庙会的内容仍然单一而稳定，即祭祀祖先与神灵。在西漢时期，道教開始初步形成。庙会受到了宗教信仰的影响，内容开始出现了多元化的色彩，各种习俗也开始初步形成。如《西京杂记》一书中，描述了当时的祠庙祭祀习俗：“汉制宗庙，八月饮酎，用九酝，太牢”、“京师大水，祭山川以止雨，丞相御史二千石，祷祠如求雨法”。书中京师是指长安一地，从中可以管窥中原地区庙会文化的基本内容。
东汉时期，佛教开始传入中国。与此同时，道教也已逐渐成形。两教之间展开了激烈的竞争并相互影响。

### 两晋及南北朝
两晋时期，社会动荡，政治黑暗，使得原本较为兴盛的儒教开始衰落。饱经战乱和欺压的百姓，与政治遭受压抑的名士纷纷皈依佛教或道教。而佛教又有了水路传经，随着理论的相关深化，佛道二教都获得了较大的发展并开始系统化。在南北朝时各自都已站稳脚根。
六朝以後，佛教寺院，道教宮觀日漸增多，於是附於佛寺、道觀的廟會也就逐漸興盛了起來。北魏時佛教盛行的“行像”活動就是如此。所謂“行像”，是把神佛塑像裝上彩車，在城鄉巡行的一種宗教儀式。北魏孝文帝太和九年（公元485年）遷都洛邑後，每年釋迦牟尼佛誕日都要舉行佛像出行大會。佛像出行前夕，洛陽城內各寺院都將千餘尊佛像送至景明寺。沿途寶蓋幡幢，音樂百戲，諸般雜耍，非常熱鬧。
唐朝宋代以後廟會的迎神、出巡大都是這樣沿襲和發展。并渐次推廣到四川、湖廣、西夏各地。

### 唐宋
到唐宋時期，两教均達到了全盛時期，对社会产生了空前的影响。名目繁多的宗教活動出現了，如聖誕慶典、壇醮齋戒、水陸道場等等。其後在宗教儀式上慢慢加了娛樂內容，如舞蹈、戲劇、出巡等等。這樣，不僅吸引了信眾，更讓其他非信徒願意參觀。
佛教文化出现空前的大影响，甚至成为统治阶级文化及政治生活中最重要的内容，无论是南方还是北方，佛教庙寺林立，石窟大兴，佛事盛行，崇佛成为民间信仰的主流，佛事渗入庙会，使庙会文化呈现出更大的宗教特征。

### 元
元朝以藏传佛教为国教，其他宗教均受到打压，佛道之间矛盾激化并引发辩论，行像之风开始衰落。

### 明
明代时期，许多庙会已经开始向市集的性质上转变。《帝京景物略》說北京都城隍廟的廟會，六成的人是游賞、观光，三成的人是购物，真正到城隍廟朝拜的人只有一成。

### 清
到了清代，庙会已经分为所谓的“多内涵型庙会”与“迎神赛会”。前者在宗教、娱神的同时有游乐等活动，而后者则是把神像抬出庙外巡行，是没有集市但有表演的庙会，如北京妙峰山庙会。同时也有部分地方无庙有市而也称庙会，如北京著名的厂甸庙会，这些也统称之为庙会。

## 演变
早期的廟會僅是一種隆重的祭祀活動，而后来原屬於民間信仰的酬神活動，紛紛與佛道两宗教互相結合，使庙会成为重大的宗教节日活动。但同時，在各地方不同的廟會上，亦有祈子、祈福求財、求醫祛病、卜問吉兇等活動。隨著經濟的發展，廟會就在保持祭祀活動的同時，逐漸融入集市交易活動，會有商人販賣民間玩具和小食，使這些活動中的商貿氣息隨著群眾性、娛樂性的加強而相應增加，因此廟會又稱為廟市，成為中國市集的一種重要形式。後來又在廟會上增加娛樂活動，如雙簧及高蹺等。自此逛廟會成了人們过年不可缺少的活動。

## 现状
全世界各地的唐人街和華人社區在春节期间均有大型活动，以文艺游行为主，庙市为辅。文艺表演主要为锣鼓腰鼓、张灯结彩、舞龙舞狮、古装游行等。由于远离故土，春节这一古老而鼎盛的节日能带来归依感，唐人街庙会上的节日气氛相比大中华显得更为浓烈。

### 臺灣
臺灣的廟會非常之盛，大小廟宇逢神明誕辰、成道日，一年到頭都有不同規模的繞境、進香、刈香等祈福活動。廟會遶境的區域以及地方勢力為祭典所搭設的紅壇多寡，往往能呈現出該廟宇的「祭祀圈」或「信仰圈」範圍大小，而庄廟回人群廟或分靈廟前往祖廟謁祖，則代表不同廟宇的互動關係。
在廟會活動中、除各廟宇神轎外，會有報馬仔、神將、什家將、八家將、官將首、舞龍、舞獅、藝閣，常綿延數公里之長。各藝閣、陣頭除職業表演團體外，仍有相當數量由各地方民眾組織而成。目前亦有各陣頭資深藝師前往國中、國小、大學或社區傳授宋江陣、官將首、什家將、八家將等傳統民俗陣頭。
在南臺灣盛行王爺信仰，廟會常結合王船醮儀舉行，如著名的南瀛五大香、東港迎王平安祭典，南鯤鯓代天府逢王爺誕辰則有連月的進香熱潮。中臺灣則以大甲媽祖遶境進香活動最為著名，北臺灣則以三峽祖師廟清水祖師誕辰（三峽大拜拜）、淡水清水巖清水祖師成道（淡水大拜拜）、艋舺青山宮青山王誕辰（艋舺大拜拜）、新莊地藏庵文武大眾爺誕辰（新莊大拜拜）、三重先嗇宮五穀先帝誕辰（三重大拜拜）、大溪普濟堂關聖帝君誕辰（大溪大拜拜）、大稻埕霞海城隍廟城隍爺誕辰等廟會，最為著名。

### 中国大陸
在中国大陸，庙会主要在春节期间举行，主要内容是大量的各色小吃，各种小商品和游乐项目。庙会在中国北方保留的较为完好，在南方1949年后曾一度逐渐消逝，但近年来却在许多城市得以复兴。以北京为例，庙会中典型的小吃、商品、以及娱乐主要有糖葫芦、爆肚、风车、兔爷和套圈圈、射击等。后来，随着经济的发展，来自全国各地的小吃也都融入庙会。如羊肉串和牛丸等小吃也十分受欢迎。表演则为旱船、秧歌、舞龙舞狮。部分庙会还有与其相关的表演，如北京地坛庙会上会有皇帝祭地的演出，北京大观园庙会会有元春省亲的表演。每逢春节，游园人数极多，乃至一天有数十万人。至于庙会形式上改不改革、上不上新项目，主办者似乎并不特别在意。当然，也有一些庙会着手进行改革与创新，多以展示各民族风情为主。如今在晋语区的许多县市，传统的庙会也仍旧在延续。

### 香港

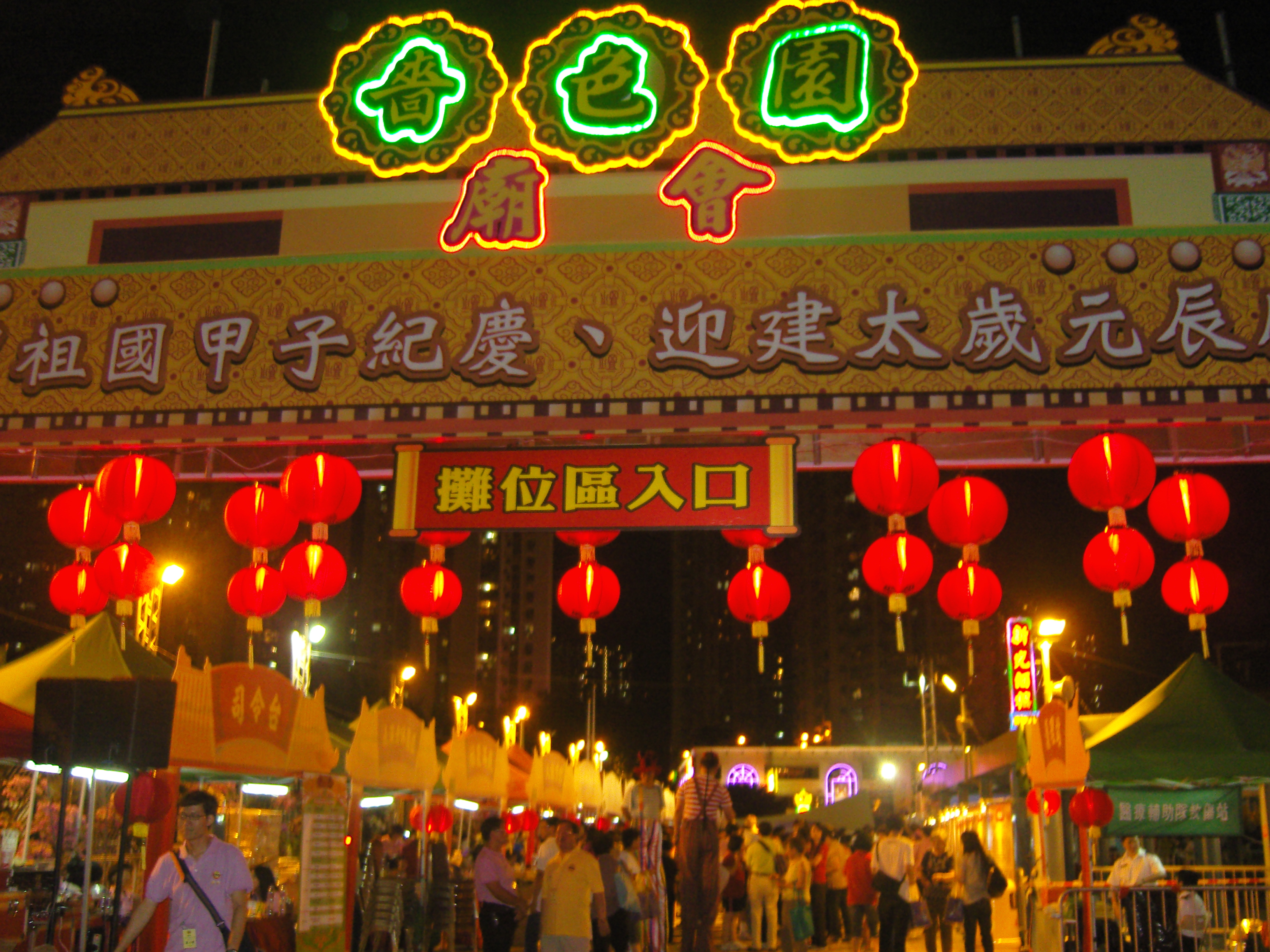
2009年黃大仙祠的廟會

香港著名的大角咀庙会，以供奉中国南方海神的古廟洪圣庙為中心推出的一个具有香港特色的大型活动。内容除了传统的特色摊位和庙会巡游等娱乐以外，还涵盖街头时装表演每届吸引数万人前来观赏。

### 新馬地區
马来西亚和新加坡在春节期间有新春花市和灯会。

### 泰國
在泰国曼谷，有由华社举行的隆重盛大的闹新春活动。各种节庆物品沿街兜售，各族人民蜂拥而来。泰国国家电视台甚至进行电视直播，连泰国的王室也会出席这一庆祝活动。诗琳通公主殿下曾前往唐人街恭贺新年。

### 欧洲
法国巴黎市13区、3区及4区和19区等唐人街均有由华团组织的文艺游行。表演包含锣鼓腰鼓、舞龙舞狮队、秧歌旱船、跑驴龙舟等。
英国的伦敦、爱丁堡和曼城等地亦有春节庙会，其中以伦敦规模最为庞大。举办地从最初的唐人街扩大到娱乐中心莱斯特广场，2002年起更是进入大型活动中心特拉法加广场举办。2008年参与人数约30万，涵盖艺术表演及群众演出、特色工艺品小商品、各种小吃等。

### 美洲
每逢新春，美国纽约的三大华人区（包括曼哈顿中国城、皇后区法拉盛和布鲁克林区第八大道）都会举行活动，但主要为花车游行。其中法拉盛的韩裔因同贺春节亦会加入到活动中来。美国西海岸的旧金山和洛杉矶除游行以外有庙会街市，出售小吃和其他小工艺品。
拉美墨西哥城和阿根廷布宜诺斯艾利斯在节日期间也有庙会。

### 大洋洲
在澳大利亚这个多元文化的国家，来自世界各地的移民都可以尽情庆祝自己的节日，中国的春节也是必不可少的。悉尼、堪培拉、昆士兰以及达尔文等城市都建有大规模的面积唐人街。每逢春节，这些地区将举行大型的庙会，其中包括表演京剧民歌、舞龙舞狮、民俗小吃、燃放爆竹和龙舟赛等，欢庆新年的到来。深受亚洲文化影响的达尔文则确实存在着中国寺庙，华人在新年到来之时会去那里祈福许愿。春节时期，在南半球实际是夏季，所以别有一番情致。
新西兰在春节期间会有新春花市。

### 南非
在南非的约翰内斯堡有春节庙会。1990年代之前的华人在很大程度上已接纳了当地习俗，对华人传统的春节不怎么重视。而近年来的庆祝活动，则是由于南非华侨的不断增多和影响增大才变得愈发热闹。

### 朝鲜半岛
朝鲜半岛受到中华文化的影响，也有庙会这一节日活动。在其庙会的发展历程中融入朝鲜自身的文化，成为较为与众不同的朝鲜庙会。韩国人在春节时主要是拜年送礼，没有庙会。但其他節日會有廟會，韩国人称之为乱场（난장），比如端午节和上元节。

### 日本

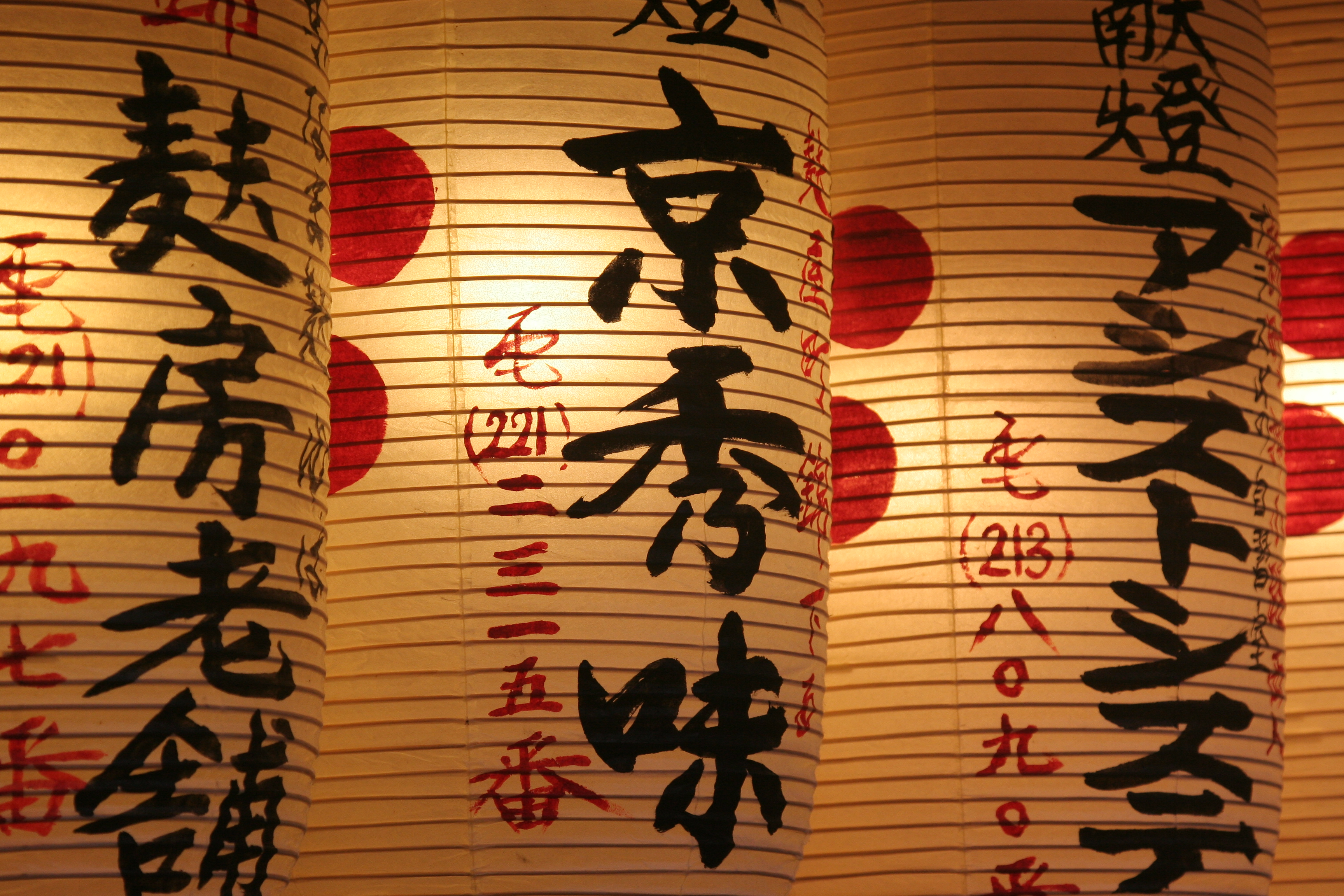
日本廟會燈籠

日本原来也是同中国一样庆祝农历春节并举办庙会，日語把廟會中的攤販稱為「的屋」。日本明治维新五年后的1873年弃用农历，改用格里历，元日随之改为格里历1月1日。雖然如此，除了日期的改變外，日本仍然依照傳統方式慶祝傳統節日。節日的慶祝活動称之为“祭”。每逢节日，均有各种庙会。但日本的庙会相对于中国的传统庙会在形式上略有不同。较大的庙会有京都三大祭（葵祭、祇園祭、时代祭）。因最初均为神道教节日，所以举办地都在神社。三大祭较为隆重，规模庞大。人们着旧时装束，有巡游、骑马、舞蹈等表演。

### 越南
越南各地街头、公园和公共娱乐场所，在新春期间都会举行各种文娱活动，演出越南传统戏剧、歌舞、杂技、武术、摔跤等，还有荡秋千、下人棋、斗鸡、斗鸟等民间活动。

## 庆祝时间
庙会的庆祝时间最初是在舉行各種宗教節日（佛道二教为主）慶典時，后来发展为某些固定日期，现代举办时间则多为神明聖誕等节日。

## 地点
主要分布在古时的各个寺庙周围，如北京的隆福寺（已被拆除）和白云观，京都的贺茂御祖神社，臺灣的大龍峒保安宮、大甲鎮瀾宮、艋舺青山宮、南鯤鯓代天府等。也有无庙而会的地方，如臺灣的六房媽祖巡遊。北京的龙潭湖、厂甸以及大部分唐人街状况都是如此。

## 經費
古代时，除由平時的香油钱收入做為支出，地方上還會依每戶男丁數認捐，俗稱收丁錢，由爐主或頭家挨家挨戶收取。在中国大陆，现代的庙会由于已发展成为一种集市，所以会有专门的管理者来组织和管理各个经营者及其商铺，并收取一定的费用。春节前的摊位招商，据报道有的摊位拍卖经营权卖到数万元。在唐人街，各种庙会是由当地华团组织。

## 外部連結
- 後漢書 卷三十五·張曹鄭列傳 第二十五 （页面存档备份，存于）
- 金史 卷三十五·志第十六 Archive.today的存檔，存档日期2012-12-16
- 清史稿 卷四百九十六·列傳二百八十三 （页面存档备份，存于）